# Josef Peroteaux
Josef Peroteaux, född 8 februari 1883 i Nantes, död 23 april 1967 i Paris, var en fransk fäktare.
Peroteaux blev olympisk guldmedaljör i florett vid sommarspelen 1924 i Paris.